# Olancha
Olancha é uma Região censo-designada localizada no estado americano da Califórnia, no Condado de Inyo.

## Demografia
Segundo o censo americano de 2000, a sua população era de 134 habitantes.

## Geografia
De acordo com o United States Census Bureau tem uma área de 18,8 km², dos quais 18,8 km² cobertos por terra e 0,0 km² cobertos por água. Olancha localiza-se a aproximadamente 1106 m acima do nível do mar.

## Localidades na vizinhança
O diagrama seguinte representa as localidades num raio de 56 km ao redor de Olancha.

## Lista de marcos
A relação a seguir lista as entradas do Registro Nacional de Lugares Históricos em Olancha.
- Archeological Site CA-INY-134
- Death Valley Scotty Historic District